# Welcome to the Monkey House
Welcome to the Monkey House è il quarto album dei The Dandy Warhols. È stato prodotto da Nick Rhodes dei Duran Duran.

## Tracce
Tutte le canzoni sono state scritte da Courtney Taylor-Taylor tranne dove segnalato diversamente.
1. Welcome to the Monkey House – 1:04
2. We Used to Be Friends – 3:20
3. Plan A – 4:01 (Feat. Simon Le Bon)
4. The Dope (Wonderful You) – 4:37
5. I Am a Scientist (Taylor-Taylor/Bowie) – 3:13
6. I Am Over It – 3:50
7. The Dandy Warhols Love Almost Everyone – 1:54
8. Insincere Because I – 3:49
9. You Were the Last High (Taylor-Taylor/Dando) – 4:46
10. Heavenly – 3:36
11. I Am Sound – 4:00
12. Hit Rock Bottom – 2:53
13. (You Come In) Burned – 7:24

I Am a Scientist contiene un campionamento del brano Fashion di David Bowie.

## Cinema e televisione
- We Used to Be Friends è presente nel videogioco FIFA Football 2004, è usata come colonna sonora delle serie CSI, The O.C. e Wonderfalls ed è la sigla di apertura del telefilm Veronica Mars.
- Il film 9 Songs include una performance dal vivo di (You Were) The Last High.
- I Am a Scientist è stata usata come sigla del programma radiofonico This Week in Science, e per la trasmissione Brainiac: Science Abuse.